# میسور (مراکش)
میسور (به فرانسوی: Missour) یک شهرک در مراکش است که در فاس مکناس واقع شده‌است. میسور ۲۰٬۹۷۸ نفر جمعیت دارد و ۸۹۵ متر بالاتر از سطح دریا واقع شده‌است.